# Шолохово (Нестеровский район)
Шолохово (до 1938 — Виллькиннен (нем. Willkinnen), до 1946 — Вилльдорф (нем. Willdorf)) — посёлок в Нестеровском муниципальном округе Калининградской области.

## География
Находится в юго-восточной части Калининградской области, в зоне хвойно-широколиственных лесов, на расттоянии 9 километров к северо-западу от города Нестерова, административного центра района.

### Часовой пояс
Посёлок Шолохово, как и вся Калининградская область, находится в часовой зоне МСК−1. Смещение применяемого времени относительно UTC составляет +2:00.

## История
До 1938 года носил название Виллькиннен (нем. Willkinnen). В период с 1938 по 1950 годы назывался Вилльдорф (нем. Willdorf). В период с 2008 по 2018 годы Петровское входило в состав Илюшинского сельского поселения Нестеровского района, с 2018 по 2022 годы — в состав Нестеровского городского округа.

## Население
| 1910 | 1933 | 1939 | 2002 | 2010 |
| ---- | ---- | ---- | ---- | ---- |
| 66   | ↗69  | ↘60  | ↘18  | ↘15  |

### Национальный состав
Согласно результатам переписи 2002 года, в национальной структуре населения русские составляли 67 %.